# Ар Кели
Робърт Силвестър Кели (на английски: Robert Sylvester Kelly), по-известен като Ар Кели (на английски: R. Kelly), е американски хип-хоп и арендби изпълнител, музикален продуцент. Често е наричан „Краля на арендби музиката“ и „Краля на поп соула“.
Кели е известен най-вече с песни като „I Believe I Can Fly“, „Bump N' Grind“, „Your Body's Callin'“, „Gotham City“ и други. През 1998 г. спечелва три награди Грами за „I Believe I Can Fly“. Също така пише, продуцира и ремиксира песни и албуми за много други изпълнители. През 1996 г. е номиниран за Грами, след като написва песента „You Are Not Alone“ на Майкъл Джексън.
Кели е продал над 75 милиона записа по света, което го прави един от най-успешните арендби изпълнители през 1990-те години. През 2010 г. списание Билборд обявява Кели за най-успешния арендби изпълнител в историята и най-добрия хип-хоп изпълнител за периода от 1985 до 2010 г.
От 1990-те години насам Кели е обвиняван множество пъти за сексуални посегателства, често срещу непълнолетни момичета. Срещу него са завеждани много граждански дела в различни градове. Той многократно отрича обвиненията. През 2002 г. е обвинен за притежание на детска порнография, но е оправдан през 2008 г. След голям обществен натиск, през 2019 г. RCA Records прекратяват договора си с Ар Кели. Същата година срещу него са повдигнати 10 обвинения за сексуално насилие и 11 за сексуални нападения от жури в Кук, Илинойс. На 11 юли 2019 г. е арестуван за сексуални престъпления, отвличане, трафик на хора, детска порнография, рекет и възпрепятстване на правосъдието.  През 2025, той е осъден на 31 години затвор 

## Дискография
- 1992: Born into the 90's
- 1993: 12 Play
- 1995: R. Kelly
- 1998: R.
- 2000: TP-2.com
- 2002: The Best of Both Worlds
- 2003: Chocolate Factory
- 2004: Happy People/U Saved Me
- 2004: Unfinished Business
- 2005: TP3.Reloaded
- 2007: Double Up
- 2009: Untitled
- 2010: Love Letter
- 2012: Write Me Back
- 2013: Black Panties
- 2015: The Buffet
- 2016: 12 Nights of Christmas